# 金蘭市
金蘭市（越南语：／）是越南慶和省下辖的一个省辖市，有金兰湾、金兰半岛等名胜，是越南重要的旅游城市。居民多从事服务业、旅游业等。面积316平方公里，2017年总人口137510人。

## 地理
金兰市北接柑林县，西接庆山县和宁顺省博爱县，南接宁顺省顺北县，东临南中国海。

## 历史
2007年4月11日，以柑新社、柑和社、山新社、柑海西社、柑德社、柑协北社、柑协南社、柑城北社、柑安北社、柑安南社、柑福西社、柑海东社12社和延庆县2社析置柑林县。
2009年6月30日，金兰市社被评定为三级城市。
2010年12月23日，金兰市社改制为金兰市。

## 行政区划
金兰市下辖9坊6社，市人民委员会位于柑富坊。
- 𠀧𤐜坊（Phường Ba Ngòi）
- 柑灵坊（Phường Cam Linh）
- 柑禄坊（Phường Cam Lộc）
- 柑利坊（Phường Cam Lợi）
- 柑义坊（Phường Cam Nghĩa）
- 柑富坊（Phường Cam Phú）
- 柑福北坊（Phường Cam Phúc Bắc）
- 柑福南坊（Phường Cam Phúc Nam）
- 柑顺坊（Phường Cam Thuận）
- 柑平社（Xã Cam Bình）
- 柑立社（Xã Cam Lập）
- 柑福东社（Xã Cam Phước Đông）
- 柑城南社（Xã Cam Thành Nam）
- 柑盛东社（Xã Cam Thịnh Đông）
- 柑盛西社（Xã Cam Thịnh Tây）